# Hazel Green (Kentucky)
Hazel Green es un lugar designado por el censo ubicado en el condado de Wolfe en el estado estadounidense de Kentucky. En el Censo de 2010 tenía una población de 228 habitantes y una densidad poblacional de 81,59 personas por km².

## Geografía
Hazel Green se encuentra ubicado en las coordenadas 37°48′10″N 83°25′11″O / 37.80278, -83.41972. Según la Oficina del Censo de los Estados Unidos, Hazel Green tiene una superficie total de 2.79 km², de la cual 2.79 km² corresponden a tierra firme y (0.28%) 0.01 km² es agua.

## Demografía
Según el censo de 2010, había 228 personas residiendo en Hazel Green. La densidad de población era de 81,59 hab./km². De los 228 habitantes, Hazel Green estaba compuesto por el 99.56% blancos, el 0% eran afroamericanos, el 0% eran amerindios, el 0.44% eran asiáticos, el 0% eran isleños del Pacífico, el 0% eran de otras razas y el 0% pertenecían a dos o más razas. Del total de la población el 0% eran hispanos o latinos de cualquier raza.